# 渋沢断層
渋沢断層（しぶさわだんそう）は、神奈川県秦野市南部に存在する断層。

## 概要
約4万数千年前より活動し、南側で大磯丘陵を隆起させ、北側に陥没性の秦野盆地を形成した断層。渋沢駅の南方で渋沢西断層と渋沢東断層に分かれ、まとめて渋沢断層系と呼ばれる。神縄・国府津-松田断層帯に隣接しているため、連動して活動する可能性が指摘されている。